# Delaware 87ers 2015-2016
La stagione 2015-16 dei Delaware 87ers fu la 7ª nella NBA D-League per la franchigia.
I Delaware 87ers arrivarono quarti nella Atlantic Division con un record di 21-29, non qualificandosi per i play-off.

## Roster
| N° | Naz.                   | Ruolo | Sportivo        | Anno | Alt. | Peso |
| -- | ---------------------- | ----- | --------------- | ---- | ---- | ---- |
| 0  | Stati Uniti (bandiera) | G     | Rysheed Jordan  | 1994 | 193  | 88   |
| 3  | Stati Uniti (bandiera) | G     | Juwan Staten    | 1992 | 185  | 86   |
| 4  | Stati Uniti (bandiera) | G     | Jordan McRae    | 1991 | 198  | 84   |
| 5  | Stati Uniti (bandiera) | G     | John Jordan     | 1992 | 178  | 82   |
| 5  | Stati Uniti (bandiera) | G     | Russ Smith      | 1991 | 183  | 75   |
| 6  | Stati Uniti (bandiera) | G     | Jay Harris      | 1992 | 188  | 73   |
| 6  | Stati Uniti (bandiera) | G     | Trevin Parks    | 1991 | 180  | 77   |
| 6  | Stati Uniti (bandiera) | G     | Gary Talton     | 1990 | 185  | 77   |
| 7  | Stati Uniti (bandiera) | GA    | Davon Usher     | 1992 | 198  | 91   |
| 10 | Stati Uniti (bandiera) | GA    | Rodney Carney   | 1984 | 201  | 93   |
| 12 | Stati Uniti (bandiera) | A     | Sam Thompson    | 1992 | 201  | 91   |
| 12 | Stati Uniti (bandiera) | GA    | Ladarius White  | 1992 | 198  | 94   |
| 13 | Stati Uniti (bandiera) | A     | David Laury     | 1990 | 206  | 111  |
| 14 | Stati Uniti (bandiera) | G     | Sean Kilpatrick | 1990 | 193  | 95   |
| 15 | Stati Uniti (bandiera) | G     | Ty Greene       | 1992 | 191  | 84   |
| 20 | Stati Uniti (bandiera) | G     | Jamal Jones     | 1993 | 203  | 88   |
| 21 | Stati Uniti (bandiera) | C     | John Bohannon   | 1991 | 211  | 100  |
| 22 | Stati Uniti (bandiera) | A     | Earl Clark      | 1988 | 208  | 106  |
| 23 | Stati Uniti (bandiera) | A     | Rick Jackson    | 1989 | 206  | 107  |
| 23 | Camerun (bandiera)     | A     | James Siakam    | 1992 | 198  | 95   |
| 24 | Stati Uniti (bandiera) | G     | Baron Davis     | 1979 | 191  | 98   |
| 24 | Stati Uniti (bandiera) | A     | Damian Saunders | 1988 | 203  | 97   |
| 32 | Stati Uniti (bandiera) | C     | Jordan Railey   | 1992 | 211  | 120  |
| 33 | Stati Uniti (bandiera) | A     | Christian Wood  | 1995 | 211  | 100  |
| 34 | Stati Uniti (bandiera) | C     | Charles Jackson | 1993 | 208  | 102  |
| 34 | Nigeria (bandiera)     | A     | Gani Lawal      | 1988 | 206  | 106  |

## Staff tecnico
- Allenatore: Kevin Young
- Vice-allenatori: John Bryant, Andrea Mazzon, Norm DeSilva
- Preparatore atletico: Chad McKee